# Logonna-Daoulas
Logonna-Daoulas è un comune francese di 2 147 abitanti situato nel dipartimento del Finistère nella regione della Bretagna.

## Società

### Evoluzione demografica
Abitanti censiti